# 時の舟
「時の舟」（ときのふね）は、2004年9月1日に発売された松たか子の17枚目のシングル。発売元はユニバーサルJ。　　

## 解説
TBSテレビ系日曜劇場『逃亡者 RUNAWAY』主題歌。

## チャート成績
ドラマタイアップの効果もあり、オリコンチャートでは自身初のトップ5入りを果たした。

## 収録曲
特記以外　作詞:松たか子、作曲・編曲:明星/Akeboshi
1. 時の舟
2. 時の舟 〜fog mix〜
3. 時の舟 〜Instrumental〜
4. White reply
  - 作詞:明星/Akeboshi、作曲:明星/Akeboshi・津久場郷史、編曲:山本拓夫・佐橋佳幸